# Sveučilište Ahmadu Bello
Sveučilište Ahmadu Bello najveće je sveučilište u Nigeriji i drugi po veličini u Africi. Osnovano je 1962. godine.

## Vanjske poveznice
- Ahmadu Bello University